# Hồng Lựu
Hồng Lựu (tên thật là Trịnh Thị Hồng Lựu), sinh năm 1967 tại xã Đồng Văn, huyện Thanh Chương, tỉnh Nghệ An, là một diễn viên ca kịch truyền thống Việt Nam. Bà được được phong tặng Nghệ sĩ ưu tú năm 2001 và Nghệ sĩ nhân dân năm 2012.

## Sự nghiệp
Năm 1985, Hồng Lựu chính thức vào biên chế Đoàn dân ca Nghệ An. Sau đó chị được cử đi học ở Trường Văn hóa nghệ thuật Nghệ An, vừa học tập vừa đảm nhận những vai diễn. 
Hồng Lựu còn tham gia sáng tác, biên tập, chuyển thể kịch bản dân ca, dàn dựng các vở̉ diễn, chương trình nghệ thuật. Ở vai trò đạo diễn, những gì được thể hiện qua nhiều vở diễn thành công, chị được xem là một người giữ lửa di sản dân ca xứ Nghệ. 
Hồng Lựu còn là một trong những người đề xướng chương trình phát triển dân ca rộng rãi trong cộng đồng. Chị cũng là người trực tiếp sưu tầm, tìm các làn điệu dễ hát, phù hợp với lứa tuổi học sinh, lồng ghép kiến thứ́c ở bài dạy trong môn sử, môn văn trên lớp của học sinh để chuyển thành các làn điệu dân ca. Chị còn thường xuyên dạy hát dân ca trên sóng truyền hình Nghệ An. 
Một trong những đóng góp quan trọng khác của Hồng Lựu là chị đã góp phần cùng bạn bè, đồng nghiệp đưa Ví, Giặm Nghệ Tĩnh trở thành di sản văn hóa phi vật thể đại diện của nhân loại.  
Hồng Lựu đã góp phần lớn bồi dưỡng ca sỹ trẻ Hà Quỳnh Như thành Quán quân Giọng hát Việt nhí 2018. 
Năm 2020, Trung tâm Nghệ thuật truyền thống tỉnh Nghệ An được thành lập dựa trên cơ sở hợp nhất Trung tâm Bảo tồn và Phát huy Di sản Dân ca xứ Nghệ, Đoàn ca múa dân tộc tỉnh, Hồng Lựu được bổ nhiệm là quyền Giám đốc, sau đó là Giám đốc Trung tâm. Đến năm 2023, Hồng Lựu thôi làm quản lý và nghỉ hưu theo chế độ.

## Giải thưởng
Đạt 8 Huy chương Vàng và 3 giải nghệ sĩ xuất sắ́c trong 8 lần tham gia Liên hoan, Hội diễn Sân khấu chuyên nghiệp toàn quốc.